# اچ‌اس پراداکت
اچ‌اس پراداکت (انگلیسی: HS Produkt) شرکت صنایع جنگ‌افزاری کروات است، که در سال ۱۹۹۱ تأسیس شد.